# Інститут управління архітектурної і археологічної спадщини

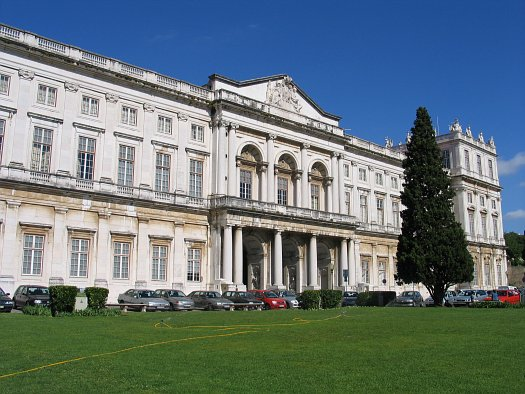
Будинок Інституту.

Інститут управління архітектурної і археологічної спадщини (порт. Instituto de Gestão do Património Arquitectónico e Arqueológico, IGESPAR) — у Португалії урядовий інститут, що займається збереженням, охороною та інвентаризацією архітектурних і археологічних пам'яток країни. Опікується будівлями та місцевостями, що мають важливе історичне, архітектурне, наукове або мистецьке значення. Зберігає реєстр усіх цінних пам'яток. Виник 2007 року на основі об'єднання Португальського інституту археології (порт. Instituto Português de Arqueologia) та  Португальського інституту архітектурної спадщини (порт. Instituto Português do Património Arquitetónico). Підпорядковується Міністерству культури.